# Поповић (Сопот)
Поповић је насеље у Градској општини Сопот у Граду Београду. Према попису из 2022. било је 1604 становника.

## Историја
Село Поповић се налази источно од Варошице Раље.
Судећи по ископинама, које се налазе у атару овога села, може се претпоставити да је овде постојало неко старо насеље. Очувало се предање, која вели, да је из Поповића одвео на Косово 400 коњаника неки Стојан Поповић и да је по њему село добило име. Старији људи причају, да су они од својих старијих слушали, како је ово насеље одувек на данашњем месту. Бежали су „преко“ (Банат), па како „су их Аустријанци хтели узети у своју војску да за њих ратују“ вратили су се натраг. Али се у своје село нису смели вратити, јер су у њему (код извора Турскаћа) Турци имали хан, већ док се прилике нису средиле и њима било слободно да се на своја огњишта врате.
Године 1818. село је припадало Вићентијевој кнежини и имало је 56, а 1822. године имало је 62 куће. Године 1846. Поповић је припадао космајском срезу и имао је 89 кућа. 

За најстарију породицу у селу сматрају се Косанићи (Стајкићи) чији преци овамо дошли из Кораћице, а у Кораћицу са Косова. Бежали су „преко“. Старе су породице и Кумрићи (данас имају разна презимена) који су старином „од Драгачева“ затим Костадиновићи, Јовановићи, Гагићи, Чолићи, Васковићи, и Васојевићи.
До 1865. године. Поповић није имао своју цркву већ су ишли у цркву у Неменикуће или Рипањ. Од 1867. г. село има своју школу која је у почетку била у приватној кући коју је касније општина откупила. Ова кућа је употребљавана за школу све до 1899. године када је подигнута нова школа. (подаци крајем 1921. године).
 Стара основна школа у Поповићу је споменик културе, ту је 1976-1990 била школа за филозофију архитектуре. Овде се налази Црква Светог Георгија у Поповићу.

## Демографија
У насељу Поповић живи 1268 пунолетних становника, а просечна старост становништва износи 42,3 година (41,3 код мушкараца и 43,2 код жена). У насељу има 512 домаћинстава, а просечан број чланова по домаћинству је 3,02.
Ово насеље је у великим делом насељено Србима (према попису из 2002. године), а у последња три пописа, примећен је пораст у броју становника.
|  |

| Демографија | Демографија | Демографија |
| Година      | Становника  | Становника  |
| ----------- | ----------- | ----------- |
| 1948.       | 1.823       |             |
| 1953.       | 1.622       |             |
| 1961.       | 1.648       |             |
| 1971.       | 1.442       |             |
| 1981.       | 1.440       |             |
| 1991.       | 1.492       | 1.482       |
| 2002.       | 1.545       | 1.579       |

| Етнички састав према попису из 2002.‍ | Етнички састав према попису из 2002.‍ | Етнички састав према попису из 2002.‍ | Етнички састав према попису из 2002.‍ | Етнички састав према попису из 2002.‍ |
| ------------------------------------ | ------------------------------------ | ------------------------------------ | ------------------------------------ | ------------------------------------ |
|                                      |                                      |                                      |                                      |                                      |
| Срби                                 | Срби                                 |                                      | 1.523                                | 98,57%                               |
| Црногорци                            | Црногорци                            |                                      | 4                                    | 0,25%                                |
| Македонци                            | Македонци                            |                                      | 4                                    | 0,25%                                |
| Хрвати                               | Хрвати                               |                                      | 3                                    | 0,19%                                |
| Муслимани                            | Муслимани                            |                                      | 2                                    | 0,12%                                |
| Југословени                          | Југословени                          |                                      | 2                                    | 0,12%                                |
| Руси                                 | Руси                                 |                                      | 1                                    | 0,06%                                |
| Немци                                | Немци                                |                                      | 1                                    | 0,06%                                |
| Мађари                               | Мађари                               |                                      | 1                                    | 0,06%                                |
| непознато                            | непознато                            |                                      | 2                                    | 0,12%                                |

| Година пописа     | 1948. | 1953. | 1961. | 1971. | 1981. | 1991. | 2002. |
| ----------------- | ----- | ----- | ----- | ----- | ----- | ----- | ----- |
| Број домаћинстава | 386   | 337   | 379   | 390   | 410   | 446   | 512   |

| Број чланова      | 1   | 2   | 3  | 4  | 5  | 6  | 7  | 8 | 9 | 10 и више | Просек |
| ----------------- | --- | --- | -- | -- | -- | -- | -- | - | - | --------- | ------ |
| Број домаћинстава | 100 | 145 | 74 | 92 | 55 | 34 | 10 | 2 | 0 | 0         | 3,02   |

| Пол    | Укупно | Неожењен/Неудата | Ожењен/Удата | Удовац/Удовица | Разведен/Разведена | Непознато |
| ------ | ------ | ---------------- | ------------ | -------------- | ------------------ | --------- |
| Мушки  | 644    | 180              | 401          | 32             | 31                 | 0         |
| Женски | 681    | 124              | 403          | 133            | 21                 | 0         |
| УКУПНО | 1.325  | 304              | 804          | 165            | 52                 | 0         |

| Пол    | Укупно                    | Пољопривреда, лов и шумарство | Рибарство                            | Вађење руде и камена | Прерађивачка индустрија       |
| ------ | ------------------------- | ----------------------------- | ------------------------------------ | -------------------- | ----------------------------- |
| Мушки  | 270                       | 26                            | 0                                    | 0                    | 55                            |
| Женски | 187                       | 29                            | 0                                    | 0                    | 26                            |
| УКУПНО | 457                       | 55                            | 0                                    | 0                    | 81                            |
| Пол    | Производња и снабдевање   | Грађевинарство                | Трговина                             | Хотели и ресторани   | Саобраћај, складиштење и везе |
| Мушки  | 8                         | 21                            | 36                                   | 6                    | 62                            |
| Женски | 0                         | 0                             | 36                                   | 7                    | 10                            |
| УКУПНО | 8                         | 21                            | 72                                   | 13                   | 72                            |
| Пол    | Финансијско посредовање   | Некретнине                    | Државна управа и одбрана             | Образовање           | Здравствени и социјални рад   |
| Мушки  | 0                         | 10                            | 8                                    | 5                    | 11                            |
| Женски | 2                         | 13                            | 13                                   | 13                   | 33                            |
| УКУПНО | 2                         | 23                            | 21                                   | 18                   | 44                            |
| Пол    | Остале услужне активности | Приватна домаћинства          | Екстериторијалне организације и тела | Непознато            | Непознато                     |
| Мушки  | 13                        | 0                             | 0                                    | 9                    | 9                             |
| Женски | 2                         | 0                             | 0                                    | 3                    | 3                             |
| УКУПНО | 15                        | 0                             | 0                                    | 12                   | 12                            |

## Галерија
- Основна школа „Милорад Мића Марковић“
- Поглед на село.
- Поглед на село.
- Месна заједница.
- Натпис на згради месне заједнице.
- Споменик палим борцима у Другом светском рату.